# Хайльман, Рут
Марие Маргрете Рут Ане Томсен Хайльман (гренл. Marie Margrethe Ruth Ane Thomsen Heilmann; род. 1945, Арсук, Сермерсоок) — гренландский политический деятель. Член партии «Сиумут». В прошлом — председатель парламента Гренландии (ландстинга) (2008—2009), первая женщина на этой должности, депутат ландстинга (1995—2013).

## Биография
Родилась 6 апреля 1945 года в деревне Арсук на западном побережье Гренландии.
Получила педагогическое образование.
Работала учительницей.

## Политическая карьера
В 1989 году избралась в городской совет Маниитсока от партии «Сиумут». С 1997 по 2001 год была бургомистром (мэром) Маниитсока.
По результатам выборов 1995 года избрана в парламент Гренландии.
В 2002 году назначена членом ландсстирета (правительственного органа самоуправления Гренландии, избираемого парламентом) по вопросам образования, в 2003 году — по вопросам семьи и здравоохранения.
С января 2008 года по июнь 2009 года Рут Хайльман — председатель парламента Гренландии. Стала первой женщиной, занявшей этот пост. Сменила Йонатана Моцфельдта, который ушёл в отставку после обвинений в сексуальных домогательствах. По итогам референдума 2008 года, в ходе которого 75 % принявших участие в голосовании высказались за дальнейшее расширение автономии, в Дании был принят Закон о самоуправлении Гренландии, вступивший в силу с 21 июня 2009 года.
На парламентских выборах 2013 и 2014 годов баллотировалась, но не была избрана.

## Награды
В апреле 2016 года награждена золотой медалью «Нерсорнаат».

## Личная жизнь
Вдова. Имеет пять детей.